# モレニ
モレニ（ルーマニア語: Moreni）は、ルーマニアのドゥンボヴィツァ県にある町。首都ブカレストの北西約100kmに位置する。2002年国勢調査の人口は2万2868人であった。

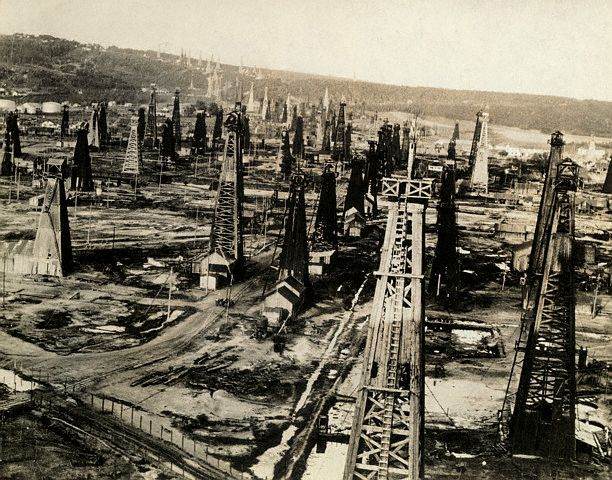
1920年代のモレニ油田

1861年に、ルーマニアで初めて（世界で3番目に）石油の採掘が開始された。近年、行政の主導で工業団地がつくられた。

## 出身有名人
- アンドレイ・イヴァン - サッカー選手